# Lai dad Ova Spin
Der Lai dad Ova Spin, in früheren Versionen der Schweizer Landeskarte auch grammatisch inkorrekt Lai da Ova Spin, bündnerromanisch im Idiom Vallader für Spinbachsee, Aussprache [laidɐ(d)ɔːvɐ'ʃpin]), ist ein Stausee auf dem Gebiet der Gemeinde Zernez im Schweizer Kanton Graubünden, der von den Engadiner Kraftwerken betrieben wird. Die Staumauer wurde in den Jahren 1965 bis 1968 errichtet und ist 73 Meter hoch. Das Kraftwerk wurde 1970 in Betrieb genommen.

## Name

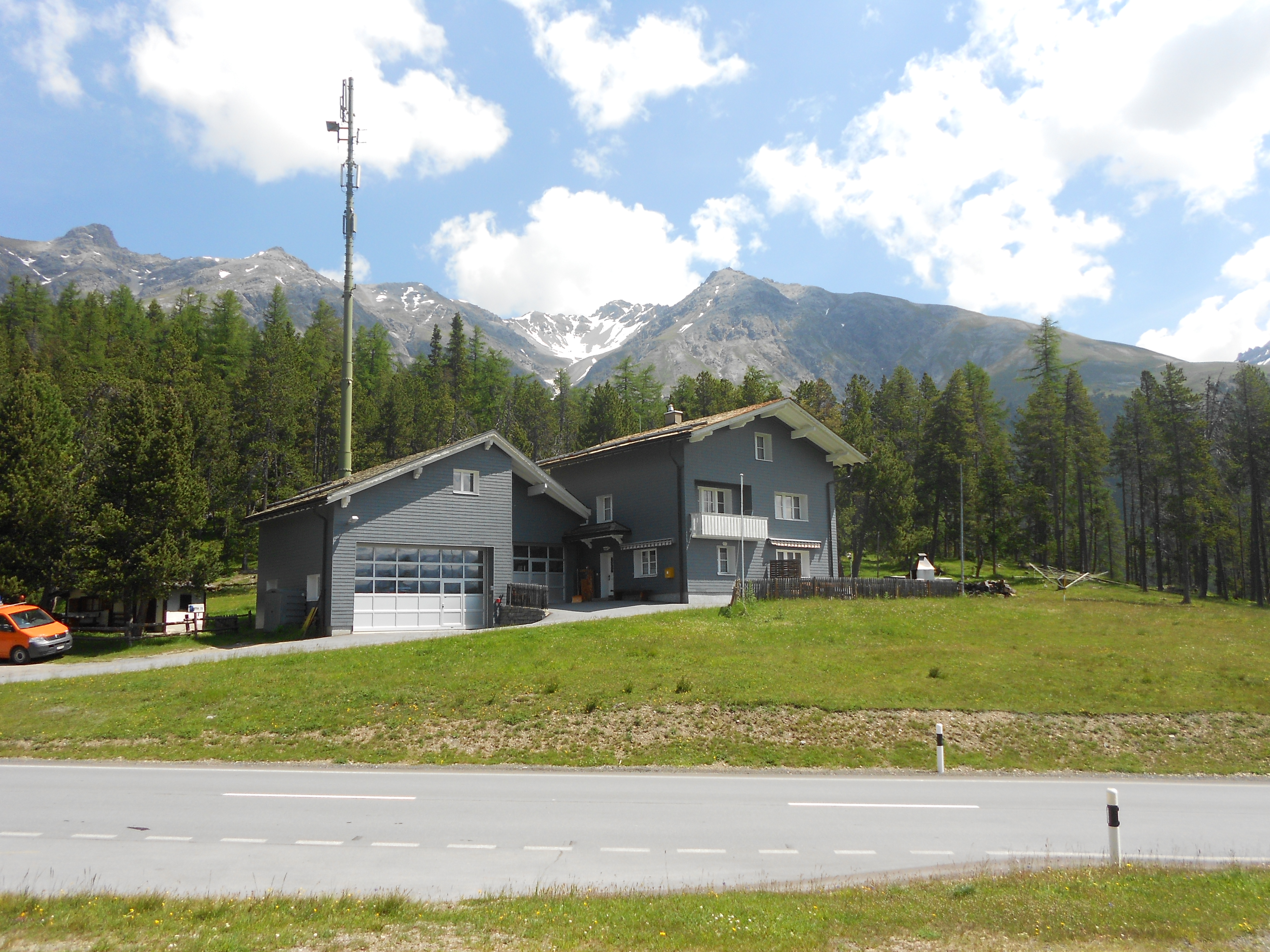
Touristenlager im Weiler Ova Spin. Im Hintergrund Piz Ivraina (links) und Piz Laschadurella (Mitte).

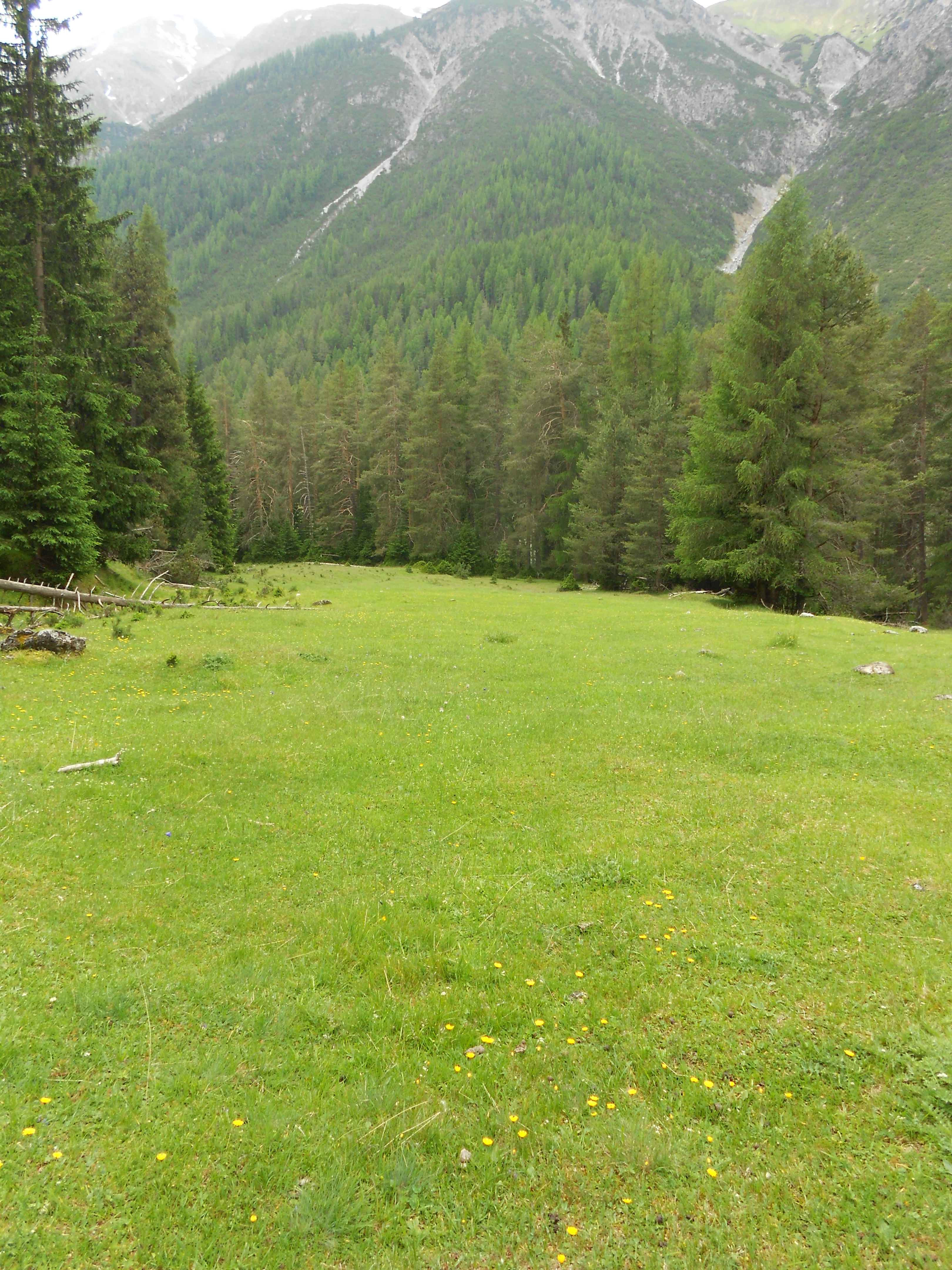
Wiese Margun Grimmels am rechten Seeufer, beim Einfluss der Ova Spin in den See. Links im Hintergrund Plan Praspöl. In der Mitte des oberen Bildrandes Plan dals Poms (wörtlich Beerenebene): Passübergang des Wanderwegs von Ova Spin zur Chamanna Cluozza.

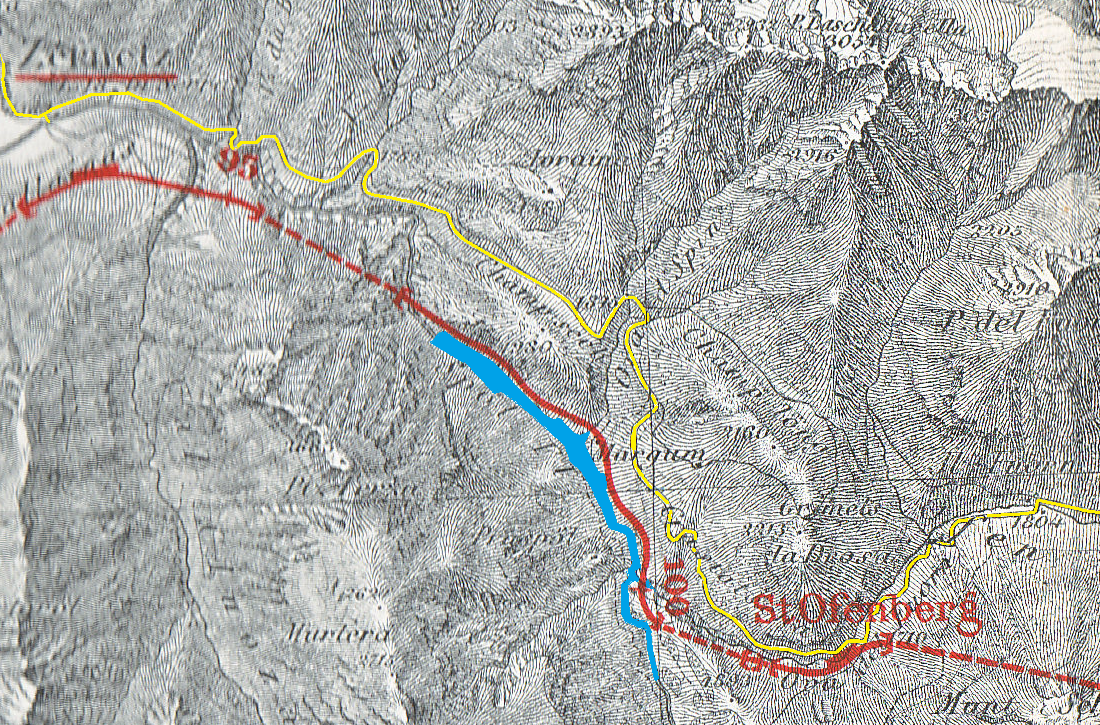
Lage des Sees östlich von Zernez dargestellt auf der Dufourkarte. Die Ofenpass-Strasse ist gelb, die nicht gebaute Ofenbergbahn rot dargestellt.

Namengebend ist der Bach Ova Spin, der in der Dufourkarte und der Siegfriedkarte auch Ova d’Spin bezeichnet wurde. Die Mündung des Bachs liegt an der Seite im hinteren Drittel des Sees. Die Ova Spin entspringt an den Südhängen des Piz Laschadurella in zwei Ästen, der Ova Spin Dadoura (deutsch Vorderer Spinbach) und Ova Spin Dadaint (deutsch Hinterer Spinbach).
Grammatikalisch korrekt ist die Schreibweise Lai dad Ova Spin, wie sie bei anderen Seen mit vokalisch beginnenden Ortsbezeichnungen wie bei Lai dad Ägeri (Ägerisee), Lai dad Uri (Urnersee) oder Lai dad Origlio (Lago di Origlio) verwendet wird. In der Landeskarte der Schweiz wurde lange Zeit die Schreibweise Lai da Ova Spin benutzt. Im Geoportal der kantonalen Verwaltung von Graubünden wird der See als Lai da Ova Spin bezeichnet.

## Geschichte
Ein erstes Projekt zur Ausnutzung des Einzugsgebietes des Spöls für die Stromproduktion wurde 1914 vorgestellt. Es sah zwei Kraftwerksstufen vor, die von einem im Val Mora liegenden 15 Mio. m³ fassenden Stausee versorgt worden wären. Das obere Kraftwerk wäre mit italienischer Beteiligung betrieben worden, das untere Kraftwerk mit Maschinenhaus in Zernez wäre ein rein schweizerisches Werk gewesen.
Im März 1919 stellte das Konsortium für die Verwertung der Wasserkräfte Engadin-Bergell ein Projekt vor, das einen Stausee Praspöl oder Lai da Praspöl in der Spölschlucht vorschlug – Praspöl, deutsch Spölwiese, leitete sich von einem Flurnamen auf der linken Talseite des Stausees ab. Die Staumauer des Sees hätte sich an derselben Stelle wie die heutige befunden, aber die Staukote wäre um 38 m höher gewesen, sodass der See einen Inhalt von 28 Mio. m³ gehabt und fast bis zur schweizerisch-italienischen Grenze gereicht hätte.
In den 1940er-Jahren wurden auch der auf italienischem Boden liegende Oberlauf des Spöls und dessen Zufluss aus dem Val del Gallo in die Planung mit einbezogen. Das vom Konsortium für Engadiner Kraftwerksprojekte (KEK) ausgearbeitete Projekt sah ein internationales Kraftwerk mit einem 190 Mio. m³ fassenden Livigno-Stausee vor, dessen Wasser in einem Maschinenhaus in Zernez verarbeitet worden wäre. Das Konzessionsgesuch für dieses Projekt wurde im Juli 1943 beim Bundesrat eingereicht, wurde aber wegen des Zweiten Weltkrieges nicht weiter behandelt. Ein Konzessionsgesuch für ein bereinigtes Projekt unter dem Namen Internationales Spölkraftwerk wurde 1947 auch in Italien eingereicht, wo mit der Azienda Elettrica Municipale (AEM) von Mailand zusammengearbeitet wurde. Es verzögerte sich aber, weil die italienische Montecatini ein Konkurrenzprojekt einreichte, das den Talkessel bei Livigno für ein Speicherbecken nutzen wollte, dessen Abfluss in Richtung Münstertal und Etsch vorgesehen war, was wiederum AEM bewog, ein eigenes Projekt mit Ableitung des Spölwassers in Richtung Adda vorzuschlagen.
1955 stellten die Engadiner Kraftwerke (EKW) ein neues Projekt für die Nutzung der Wasserkräfte des Inns vor. Das internationale Projekt wurde verkleinert, indem das zum Lago di Livigno gehörende Maschinenhaus direkt an den Fuss der Staumauer bei Punt dal Gall gesetzt wurde, dafür wurde der bereits früher vorgeschlagene Stausee Praspöl wieder ins Spiel gebracht. Bereits bei diesem Projekt wurde festgehalten, dass sich eine Umsetzung nur lohnen würde, wenn Wasser aus dem Inn in den Lago di Livigno gepumpt werden könne, zumal Italien darauf bestand, einen Teil des Spölwassers in die Adda ableiten zu können.
Nach mehrjährigen Verhandlungen wurde mit Italien vereinbart, dass der Lago di Livigno mit rein schweizerischer Nutzung realisiert werden kann, dafür Italien das Recht erhält, pro Jahr ungefähr 97 Mio. m³ Spölwasser in die Adda abzuleiten.
Den Forderungen des Schweizerischen Bundes für Naturschutz konnte nachgekommen werden, indem das Gebiet des Schweizerischen Nationalparks vergrössert wurde, dafür aber die Kraftwerksgesellschaft das Recht erhielt, das Ausgleichsbecken Ova Spin zu bauen.

## Weiler Ova Spin
Gleich wie der Bach heisst auch ein Weiler an der Ofenpassstrasse, 250 m oberhalb des Sees gelegen. Der Weiler ist mit dem Postauto tagsüber in beiden Richtungen stündlich ans Schweizer Netz des öffentlichen Verkehrs angebunden. Im Sommer beherbergen zwei Häuser der Naturfreunde Schweiz bis zu 36 Gäste. Ganzjährig geöffnet ist zudem ein Touristenlager mit 20 Betten.

## Höhlen
Unterhalb des Weilers Ova Spin, zum Teil über, zum Teil unter der heutigen Seeuferlinie, finden sich die Höhlen von Ova Spin (romanisch Cuvels dad Ova Spin oder Cuvels da l’Ova Spin). Während der Jungsteinzeit und der Bronzezeit wurden diese Höhlen als Rastplatz genutzt. Unter anderem ist bei Grabungen ein Röhrenknochen mit einem Feuersteinsplitter gefunden worden. An anderer Stelle wurden auch Knochen von Rind und Schwein gefunden. In den tiefer gelegenen Höhlen, die durch die Flutung im Jahr 1968 unter die Uferlinie gerieten, wurden keine neolithischen Spuren gefunden.

## Energiegewinnung
Der Lai da Ova Spin ist ein Ausgleichsbecken. Es speichert Wasser, das entweder im Kraftwerk Pradella die Turbinen antreibt oder vom Kraftwerk Ova Spin in den Lago di Livigno gepumpt wird.

### Zuflüsse
Der See weist natürliche Zuflüsse auf, von denen der Spöl aus dem Lago di Livigno der grösste ist. Weiter fliessen auch der Ova Spin (Spinbach) und der Ova dal Fuorn (Ofenbach) in den See.
Eine weitaus grössere Wassermenge stammt aus dem Inn, dessen Wasser bei S-chanf gefasst wird⊙ und über einen 15 km langen Freispiegelstollen dem See zugeführt wird. Die Wasserfassung liegt nur 20 m höher als der Lai da Ova Spin, was ein sehr geringes Gefälle im Stollen ergibt. Der Stollen tritt gut sichtbar auf der linken Seeseite etwa 100 m von der Staumauer entfernt aus dem Berg, wo das Wasser in den See stürzt. Neben dem Wasser aus dem Inn führt der Stollen auch Wasser von der Vallember, der Varusch und der Tantermozza in den See. Das Wasser dieser Bäche wird in eigenen Wasserfassungen gesammelt und dem Stollen zugeführt.

### Kraftwerk Ova Spin
Das Kraftwerk Ova Spin ist in die Staumauer integriert. Es kann sowohl Wasser aus dem Lai dad Ova Spin in den Lago di Livigno pumpen als auch Wasser aus diesem See für die Stromerzeugung nutzen. Zu diesem Zweck ist das Kraftwerk mit zwei Francis-Pumpturbinen ausgerüstet, die zusammen eine Leistung von 50 MW haben. Das Kraftwerk arbeitet teilweise im Umwälzbetrieb, das heisst, das vom Kraftwerk zur Stromerzeugung genutzte Wasser wurde zuvor von diesem in Schwachlastzeiten in den Lago di Livigno gepumpt. Die Anlage ist mit einer 220-kV-Hochspannungsleitung mit dem Unterwerk in Pradella verbunden, wo sich auch die Leitstelle zur Überwachung und Steuerung der Anlage befindet.

### Kraftwerk Pradella
Das Wasser aus dem Lai dad Ova Spin fliesst über einen weiteren Stollen zum 20 km entfernten Kraftwerk Pradella bei Scuol, das im Jahr 2019 1020 GWh ins Stromnetz abgegeben hatte. Dieser Wert ist in der Schweiz eine sehr hohe Energieabgabe für ein Wasserkraftwerk, die nur von der Zentrale Bieudron im Kanton Wallis übertroffen wurde, die Wasser aus dem Lac des Dix verarbeitet.

## Natur
Der See und die Ova Spin bilden die Grenze des Schweizerischen Nationalparks, das hinterste Drittel des Sees liegt im Parkgebiet. Im See leben Forellen, die befischt werden.

## Sperrstelle Ova Spin
Die Strasse beim Weiler Ova Spin war sowohl im Ersten Weltkrieg als auch im Zweiten Weltkrieg militärisch mit Bunkern geschützt und wird wegen der eigenwilligen Tarnung als mittelalterliche Burgruine beziehungsweise Felszacke als «schönste Sperrstelle Graubündens» bewertet.

## Ofenbergbahn
Die 1898 geplante, jedoch nie realisierte Ofenbergbahn hätte auf dem Weg von Zernez zum Scheiteltunnel ebenfalls die Spölschlucht genutzt. Sie würde heute dem rechten Ufer des Lai da Ova Spin folgen.